# Parámetro de solubilidad
El parámetro de solubilidad (δ) proporciona una estimación cuantitativa del grado de interacción entre materiales. El parámetro de solubilidad refleja la energía cohesiva de un material. Materiales con valores de δ similares tienden a ser miscibles. Es por lo tanto ampliamente utilizado en ciencia y en aplicaciones prácticas al  buscar un disolvente adecuado. Existen varias aproximaciones para la estimación del δ, que han dado lugar a la definición de diferentes parámetros de solubilidad, entre los cuales destacan el parámetro de solubilidad de Hildebrand y el parámetro de solubilidad de Hansen. Sus unidades suelen venir dadas en (cal/cm³)1/2 o MPa1/2. 

## Relación con la energía libre de Gibbs
Para que cualquier proceso con implicaciones termodinámicas se lleve a cabo la energía libre de Gibbs (ΔG) ha de ser negativa:

La variación de entropía, ΔS en un proceso normal de miscibilidad es normalmente positivo, por lo que el término entrópico siempre contribuirá a la disolución. Es por eso que el término entálpico,ΔH, ha de ser lo más bajo posible. Así por ejemplo para la mezcla agua-aceite el valor ΔH es muy grande haciendo de ΔG un valor positivo, y por lo tanto una mezcla insoluble en condiciones normales. 

De esta manera teniendo en cuenta la relación: 
donde v se refiere a la fracción de volumen y los subíndices 1 y 2 al disolvente y soluto respectivamente. Cuando δ1 ≈ δ2 la variación de energía libre de Gibbs se acercará a un valor negativo.

## Parámetro de solubilidad de Hildebrand
Tras el desarrollo de la teoría de las disoluciones regulares, Hildebrand propuso la relación del parámetro de solubilidad con la energía cohesiva de las moléculas a su vez identificada con la energía de vaporización de la siguiente manera:
donde:
- δ = parámetro de solubilidad.
- ΔE = energía de vaporización.
- V = volumen molar.
- ΔH = calor latente de vaporización.
- R = constante de los gases.
- T = temperatura.
- M = masa molecular.
- ρ= densidad.

Esta ecuación implica que la energía cohesiva es aquella necesaria para separar una unidad de volumen de moléculas de sus vecinas hasta una separación infinita, a modo de gas ideal. La propuesta de Joel H. Hildebrand supone que materiales con una capacidad determinada de "separarse" de ellos mismos semejante tenderán a ser miscibles.

### Ejemplos
Teniendo en cuenta la definición anterior, un ejemplo es el cálculo del parámetro de solubilidad del n-heptano a partir de los datos de su calor de vaporización (8700 cal), su densidad (0,68 gcm-1) y su peso molecular (100 g mol-1) como sigue: 

De la tabla se deduce, según lo comentado más arriba, que por ejemplo teniendo el poliestireno δ = 9,1 cal1/2cm3/2 tiene al benceno y al acetato de etilo como buenos disolventes. Por la misma razón la acetona disuelve bien al poliestireno. De la misma manera buenos disolventes para el polietileno son el hexano y el dietil éter. Sin embargo ni el n-pentano disuelve al PTFE ni el etanol o el metanol disuelven al Nailon 6,6. Esto se debe a las limitaciones del parámetro de solubilidad de Hildebrand que no da detalle de porqué algunas sustancias presentan una determinada energía cohesiva, englobando todos los fenómenos bajo la energía de vaporización.

### Limitaciones
Como se ha comentado en el epígrafe anterior el parámetro de solubilidad presenta ciertas limitaciones al englobar todos los fenómenos causantes de la cohesividad molecular bajo el efecto en su energía de vaporización. De esta manera se dan casos en los que materiales con semejante entalpías de vaporización presentan muy diferentes afinidades químicas debido a su estructura molecular y a la naturaleza de las interacciones intermoleculares.
Es por este motivo que en muchos casos el parámetro de solubilidad de Hildebrand no logra predecir la solubilidad de ciertas sustancias con alto momento dipolar o altamente asociadas por puentes de hidrógeno. Es por ello que Hildebrand empleó el término "disoluciones regulares" para referirse a sustancias con polaridad moderada.
Para describir el parámetro de solubilidad en función de la naturaleza de las interacciones intermoleculares que dan lugar a la cohesividad, Hansen propuso una modificación del parámetro de Hildebrand, subdividiéndolo en cohesividades originadas por distintas interacciones.

## Parámetro de solubilidad de Hansen
El parámetro de solubilidad de Hansen se fundamenta en el hecho que al evaporarse una sustancia todos los enlaces intermoleculares de una sustancia se rompen. Estos incluyen los enlaces no polares o de dispersión, los enlaces polares o dipolo-dipolo los enlaces y de puentes de hidrógeno. Es por ello que Hansen divide el parámetro de solubilidad en tres contribuciones de la siguiente manera: 
δ2=δd2 + δp2 + δh2.

## Unidades
- 2,0455 (MPa)1/2=1 (J cm-3)1/2=1 cal1/2cm-3/2

En el sistema internacional (S.I) se empléa tanto (MPa)1/2, como (J cm-3)1/2. El factor de conversión hace que los valores del S.I séan aproximadamente el doble que los dados en cal1/2cm-3/2